# Victor Ubogu
Pas d'image ? Cliquez ici

a Compétitions nationales et continentales officielles uniquement.

b Matchs officiels uniquement.
Victor Eriakpo Ubogu, né le 8 septembre 1964 à Lagos (Nigéria), est un joueur de rugby à XV, qui a joué avec l'équipe d'Angleterre, évoluant au poste de pilier.

## Carrière
Il effectue toute sa carrière en club avec Bath de 1989 à 2000. Il dispute son premier test match le 17 octobre 1992, à l’occasion d’un match contre l'équipe du Canada, et le dernier contre l'équipe d'Australie, le 26 juin 1999. Ubogu dispute cinq matchs de la coupe du monde 1995.
Le 19 juin 1993, il est invité pour jouer avec le XV du Président contre les Barbarians français pour le Centenaire du rugby à Grenoble.

## Palmarès
- Vainqueur de la coupe d'Europe en 1998 avec Bath.
- Champion d'Angleterre en 1989, 1991, 1992, 1993, 1994 et 1996 avec Bath.
- Vainqueur de la coupe d'Angleterre en 1989, 1990, 1992, 1994, 1995 et 1996, avec Bath.

## Statistiques en équipe nationale
- 24 sélections (+ 2 non officielles) avec l'équipe d'Angleterre
- 5 points (1 essai)
- Sélections par année : 2 en 1992, 1 en 1993, 8 en 1994, 10 en 1995, 3 en 1999
- Tournois des Cinq Nations disputés : 1994, 1995, 1999